# Hiroki Matsubara
Hiroki Matsubara (松原 浩樹 Matsubara Hiroki?), född 15 november 1973 i Kyoto prefektur, är en japansk tidigare fotbollsspelare.
Matsubara började sin karriär 1996 i Shimizu S-Pulse. Med Shimizu S-Pulse vann han japanska ligacupen 1996. Han avslutade karriären 1996.